# Renault Zoom
Pour les articles homonymes, voir Zoom (homonymie).

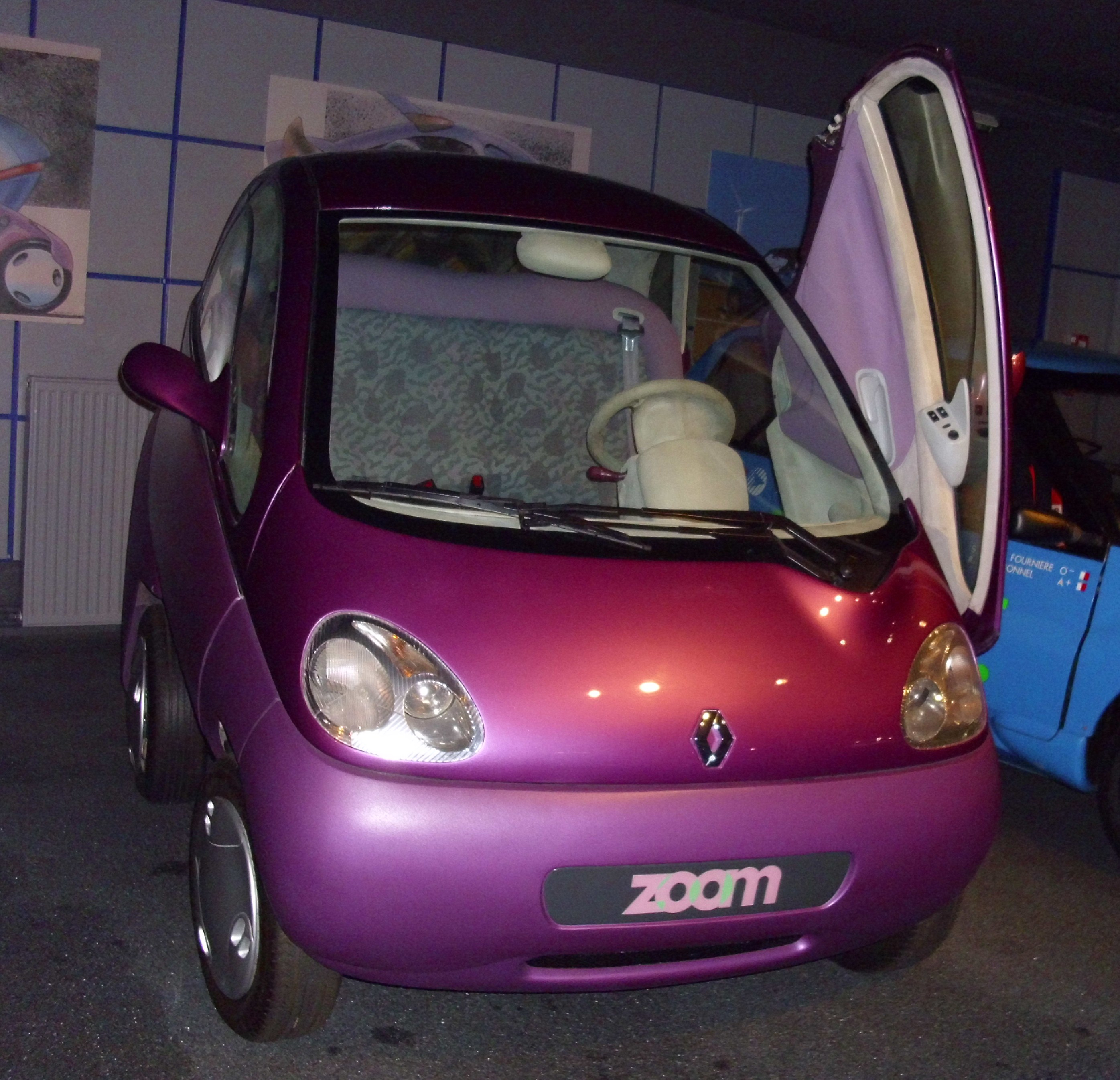

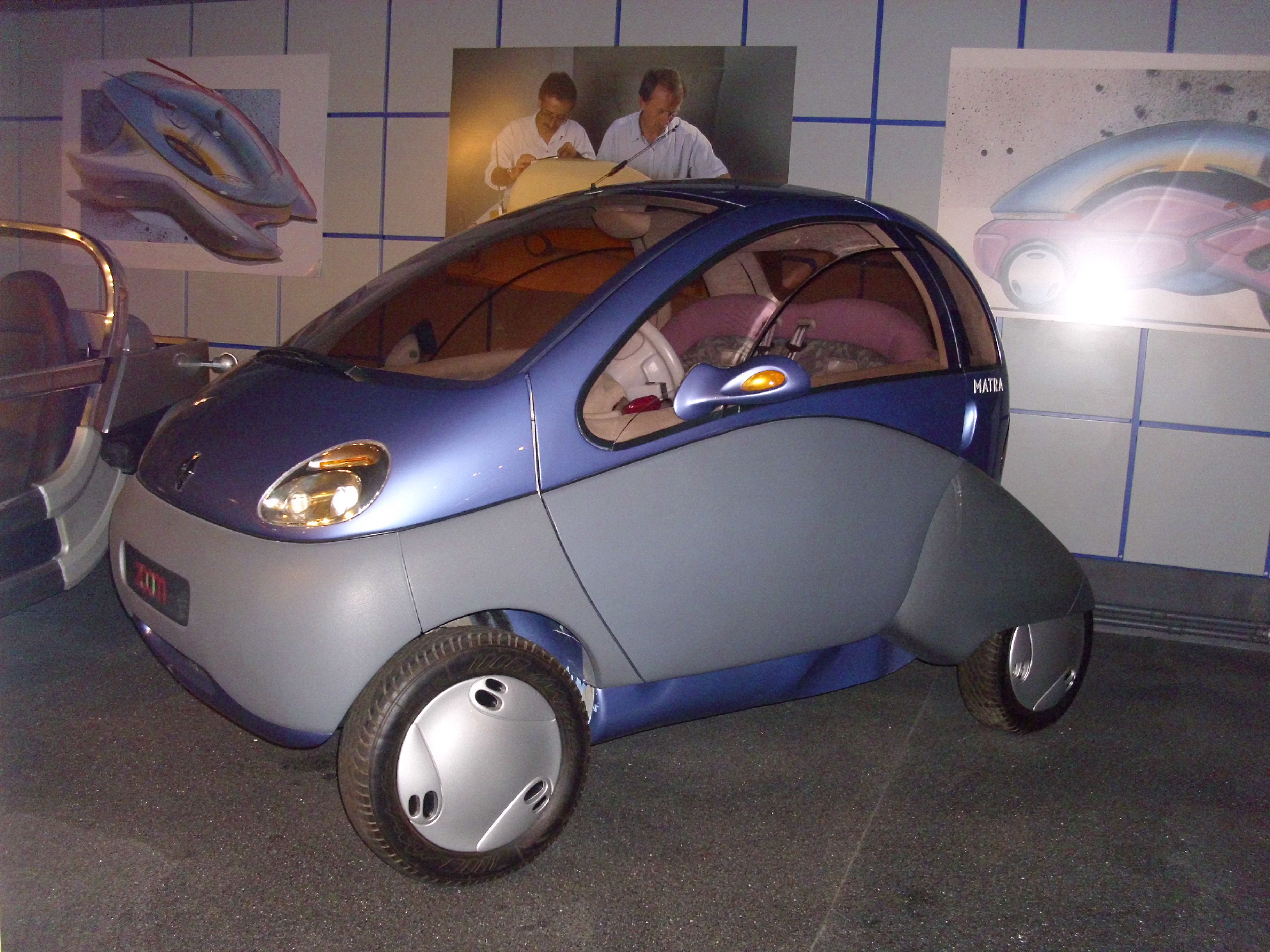
Prototype Zoom

Zoom est apparu au Mondial de l'automobile de Paris de 1992. Développé par Renault et Matra, Zoom est un petit monospace urbain à propulsion électrique présentant la particularité d'être de longueur variable : de 2,65 mètres en mouvement il peut passer à 2,30 mètres pour se garer ce qui le fait se hausser de 23 cm. Son autonomie est d'environ 150km, et elle peut atteindre une vitesse maximale de 120km/h.
Un prototype de la Renault Zoom coloris rose est exposé au musée Matra, à Romorantin-Lanthenay.
Il est précurseur de la Renault Twizy.
La Renault Zoom apparait dans le court-métrage d'Albert Dupontel Désiré de 1992.